# Neophisis kotoshoensis
Neophisis kotoshoensis är en insektsart som först beskrevs av Tokuichi Shiraki 1930.  Neophisis kotoshoensis ingår i släktet Neophisis och familjen vårtbitare. Inga underarter finns listade i Catalogue of Life.